# Jama (Ekwador)
Jama – miasto w Ekwadorze, w prowincji Manabí, siedziba kontonu Jama.